# Селянин (видання)
«Селянинъ» — ілюстрований місячник для селян, виходив на Буковині 1895 — 1901, спочатку в селі Нових Мамаївцях (редактор — Ю. Савчук), з 1899 у селі Чушкові (ред. І. Білецький).
«Селянин» — місячник, орган РУП, присвячений переважно інтересам сільської бідноти, виходив 1903 — 1905 за фінансовою підтримкою Є. Чикаленка, спочатку в Чернівцях (ред. Л. Когут, фактично — Д. Антонович), з 1904 у Львові, видавець М. Ганкевич. Редактор — С. Вітик. Вийшло 32 частини.
«Селянин» — господарчо-політичний тижневик полонофільського напрямку, виходив у Львові у 1929 — 1934 роках. відповідальний редактор — І. Бегметюк.